# Hjalmar Siilasvuo
Hjalmar Fridolf Siilasvuo (nacido Hjalmar Fridolf Strömberg, Helsinki, 18 de marzo de 1892-Oulu, 11 de enero de 1947) fue un general finlandés durante la Guerra de Invierno, la Guerra de Continuación y la Guerra de Laponia, considerados teatros secundarios de la Segunda Guerra Mundial.
En 1939, durante la Guerra de Invierno contra la Unión Soviética, el coronel Siilasvuo lideró exitosamente la defensa de Kuhmo y la batalla de Suomussalmi, donde al mando de la 9.ª División del ejército finlandés aniquiló a las 163.ª y 44.ª divisiones rusas.
Durante la guerra de Continuación, también contra la Unión Soviética, estaba al mando del III Cuerpo en el norte de Finlandia en 1941 y en el istmo de Carelia en 1944. Cuando Finlandia fue obligada a firmar la paz con la Unión Soviética, comandó las fuerzas finlandesas contra sus ex aliados alemanes en Laponia.
El 21 de diciembre de 1944 recibió la Cruz de Mannerheim. Su hijo Ensio Siilasvuo también fue general en el ejército finés.
- Datos: Q442464
- Multimedia: Hjalmar Siilasvuo / Q442464